# Straumgjerde
Straumgjerde is een plaats in de Noorse gemeente Sykkylven, provincie Møre og Romsdal. Straumgjerde telt 479 inwoners (2007) en heeft een oppervlakte van 0,57 km².